# Paulina żagańska
Luise Pauline Maria Biron von Sagan und Kurland (ur. 9 lutego lub 19 lutego 1782 w Jełgawie lub w Vircavie, zm. 8 stycznia 1845 w Wiedniu) – księżniczka Kurlandii i Semigalii, księżna żagańska, a przez małżeństwo – księżna Hohenzollern-Hechingen; siostra Wilhelminy, Doroty i Joanny.

## Życiorys
Paulina była drugą córką Piotra Birona, księcia Kurlandii i Semigalii (1724–1800) z jego małżeństwa z Dorotą von Medem (1761–1821).
W 1800 r. wyszła za mąż w Pradze za księcia Fryderyka (1776–1838) następcę tronu księstwa Hohenzollern-Hechingen. Z małżeństwa narodził się syn Konstantyn (1801–1869). Książęca para jedynie z rzadka mieszkała razem. Krótko przed zamążpójściem Pauliny zmarł jej ojciec (styczeń 1800), a ta otrzymała w spadku po nim dobra w Skale, Bytnicę oraz Czerwieńsk wraz z Nietkowem. Czerwieńsk włączono do majątku Hohenzollernów. Po ślubie młoda para mieszkała około roku w Pałacu Kurlandzkim w Berlinie. W 1805 rozstali się ostatecznie, choć bez formalnego rozwodu. 
8 grudnia tego samego roku ze związku z mężem swojej siostry Wilhelminy księciem Julesem Armandem Louisem Rohan-Guéméné (1768-1836) urodziła w Paryżu nieślubną córkę Marię Wilson von Steinach. W następstwie tego, jej pierworodny syn Konstantyn został z nią rozdzielony. Maria w 1829 roku w Ratibořicach wyszła za grafa Fabiana zu Dohna-Schlodien (1802–1871) burgrabiego ze Starej Koperni i Chichów, w l. 1847–1863 landrata powiatu Sagan. Para doczekała się czworga dzieci a ich potomkowie żyją współcześnie w Hamburgu.
Podobnie jak jej siostry, także Paulina wywołała skandal podczas kongresu wiedeńskiego swoim romansem z generałem grafem Ludwikiem von Wallmoden-Gimborn, wujem brytyjskiego króla Jerzego II. Znajomość ta upamiętniona została przez architektów przypałacowego parku w Żaganiu w nazwie jednego z punktów widokowych Parku Górnego (niem. Kammerau) – Placu Wallmoden.
Po śmierci Wilhelminy (zm. 1839) została księżną żagańską; otrzymała w spadku także dobra nachodzkie. Ok. 1845 część swoich dóbr (Nietków) przekazała synowi Konstantynowi, który obrał sobie pałac w Nietkowie jako rezydencję. Wcześniej oficjalnie zrzekła się na jego rzecz księstwa żagańskiego. Ostatecznie między 1844 a 1846 po kilkuletnim okresie konfliktów i pertraktacji Paulina sprzedała dobra żagańskie młodszej siostrze Dorocie.  
Ostatnie lata życia spędziła razem z siostrą Joanną w Wiedniu. Została pochowana w mauzoleum Bironów w kościele łaski w Żaganiu. 

## Potomstwo
Z małżeństwa z Fryderykiem von Hohenzollern-Hechingen miała syna:
- Konstantyna (1801–1869), księcia von Hohenzollern-Hechingen, żonaty z:

∞ 1. 1826 księżniczka Eugenia de Beauharnais (1808–1847)
∞ 2. 1850 baronówna Amalie Schenk von Geyern (1832–1897), „hrabina von Rothenburg”
Ze swojego nieformalnego związku z Ludwikiem Wiktorem księciem de Rohan-Guéméné, von Montbazon i Bouillon miała córkę:
- Marię Wilson von Steinach (1805–1893), jej mężem był:

∞ 1829 burgrabia i hrabia Fabian zu Dohna-Schlodien (1802–1871)